# Python-4
Die Python-4 ist eine israelische Infrarot-Kurzstrecken-Luft-Luft-Rakete. Sie wurde in den 1990er-Jahren vom israelischen Rüstungshersteller Rafael als Nachfolger der Python-3 entwickelt.

## Entwicklung

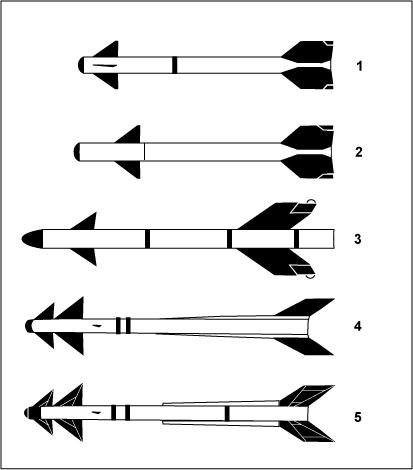
5 Generationen Python-Raketen

Auslöser für die Entwicklung einer neuen, stark verbesserten Luft-Luft-Rakete waren die Berichte über die neueste sowjetische Lenkwaffengeneration, insbesondere die Wympel R-73 mit ihrer Fähigkeit, durch das SchTschel-3UM-Helmvisier auch Ziele im hinteren Bereich zugewiesen zu bekommen („Über-die-Schulter“). Die vollen Fähigkeiten der R-73 wurden im Westen erst bekannt, nachdem die MiG-29 der NVA infolge der Wiedervereinigung 1990 von der Bundesluftwaffe zunächst ausführlich evaluiert und später übernommen wurden.
Die in den späten 1980er-Jahren begonnene Entwicklung eines Python-3-Nachfolgemodells wurde daraufhin unter Berücksichtigung dieser Erkenntnisse überarbeitet. Das Entwicklungsziel war nun, die Leistungsparameter der R-73/SchTschel-3UM-Kombination zu übertreffen.

## Technik
Gegenüber der Python-3 wurde die Agilität der Rakete durch Erhöhung der Steuerflächen und einen neuen Raketenmotor erhöht. Der verbesserte Infrarotsuchkopf kann nun auch durch ein Helmvisier und unter hohen Fliehkräften auf ein Luftziel aufgeschaltet werden. Die Rakete kann Manöver mit hohen g-Kräften fliegen, ohne das Ziel zu verlieren, was Ausweichmanöver des Zieles weitgehend nutzlos macht. In Simulationen wurde die durchschnittliche Dauer eines Luftkampfes von der Aufschaltung auf ein Ziel bis zu dessen Vernichtung von weniger als 30 Sekunden ermittelt. Das kreuzförmige Layout der Steuerflächen mit Doppelcanards wurde von der R-73 übernommen.
Der Mehrfeld-Sucher hat eine begrenzte Gegen-Gegenmaßnahmen-Fähigkeit, das heißt, er kann IR-Täuschkörper vom Luftziel unterscheiden. Die Steuerung der Rakete ist volldigital.
Der Splittergefechtskopf der Python-4 wird durch einen Annäherungszünder ausgelöst. Für den Fall, dass ein direkter Treffer erzielt wird und der Näherungszünder nicht vorher ausgelöst wurde, ist ein Aufschlagzünder verbaut.
| Länge                 | 3,0 m                 |
| Durchmesser           | 160 mm                |
| Spannweite            | 500 mm                |
| Masse (gesamt)        | 120 kg                |
| Masse (Gefechtskopf)  | 11 kg                 |
| Antrieb               | Feststoffraketenmotor |
| Höchstgeschwindigkeit | Mach 3,5+             |
| Reichweite            | 15 km                 |
| Mindestabstand        | 500 m                 |
| Wenderate             | 180°/3s               |

## Trägerplattformen
Die Python-4 kann von allen Sidewinder-kompatiblen Startschienen gestartet werden, was ihr eine nahezu universelle Einsatzfähigkeit mit allen aktuellen westlichen Kampfflugzeugmodellen gibt. 2005 war sie für die F-15, F-16, F/A-18 und F-5 zertifiziert. Ohne Änderungen an der Startschienenelektronik verhält sich die Python-4 wie eine ältere AIM-9 Sidewinder-L.
Um die vollen Fähigkeiten der Python-4 auszunutzen, müssen die Aufhängungen mit neuer Elektronik ausgestattet werden.
- Israel: Gegenwärtig wird die Python-4 von den israelischen F-15I und F-16I eingesetzt.
- Brasilien: F-5EM der brasilianischen Luftwaffe[5]
- Türkei: F-16[6]

## Einsätze
Die israelische Luftwaffe setzte die Python-4 erstmals 2006 im Libanon ein, um Drohnen abzuschießen.